# イスラエル共産党
イスラエル共産党（ヘブライ語：המפלגה הקומוניסטית הישראלית アラビア語：الحزب الشيوعي الاسرائيلي）は、イスラエルの共産党。略称はヘブライ語の党名の頭文字を合わせた「マキ」（ヘブライ語：מק"י）。党名はヘブライ語で「ハ-ミフラガ・ハ-コムニスティート-ハ・イスラエリート」と読む。

## 概要
ナザレに党本部を置き、タウフィーク・ザイヤードのようなナザレの市長を輩出したこともある。党首は存在せず、中央委員会による集団指導体制になっている。党創設当初は、3種類の機関紙を発行していた。アラビア語で書かれた「アル＝イッティハード」（連合）、ヘブライ語で書かれた「コル・ハ＝アム」（人民の声）、ポーランド語で書かれた「ワルカ」（闘争）である。党創設以降、政権与党入りすることは一切ないものの、クネセト総選挙では一定の議席数を確保するようになる。
1948年にイギリス委任統治領パレスチナの時代から存在した「パレスチナ共産党」の流れをくみ、「イスラエル共産党」が誕生する。党創設初期の指導者はシュムエル・ミクニス（シェル石油で永年働いていたパレスチナ共産党員）やモーシェ・スネー（マパムから移籍）らだった。1960年代にイスラエル共産党は党の分裂を経験する。ミクニスやスネーら、ユダヤ人の立場を重視する当時の共産党指導部の人々と、アラブ系議員やメイル・ヴィルナーなど、アラブ側や反シオニズムの立場を取る人々との間で溝ができ、1965年の総選挙は分裂選挙となった。党は二つに割れ、ヴィルナーやアラブ系議員らは「新共産主義リスト」（ラカッハ）を結成。このグループが、現存するイスラエル共産党の母体である。
ソビエト連邦はラカッハが結成されると、ラカッハの側を「共産党」として正式に承認した。ミクニスやスネー率いる「共産党」については、「ブルジョア国家主義者」とされ、関係を断たれた。ソ連のお墨付きを得られなくなったこの「共産党」は影響力を失い、1967年の第三次中東戦争を支持する姿勢を見せるなど、イスラエル政府に接近したが、1969年の総選挙で全議席を消失。党としては1973年に解党し、以降このグループの人脈的な流れは、中道左派の小政党（「モケド」や「ラッツ」）を経て、現在の「メレツ」へと行き着いている。
また、1960年代には、共産党を離党した一部党員らによる、より左翼的な組織「マツペン」（羅針盤）旗揚げも起きている。

## 党員
ユダヤ人がつくった政党であるが、イスラエル国籍を持つユダヤ人、アラブ人ともにマキの党員になることができる。

## 活動
マキは、イスラエル建国当初から領土拡張には反対してきた。それ以前のイギリスによる委任統治時代から、シオニズムを「イギリス帝国主義とユダヤ人ブルジョワの結託」と批判していた。ただ、イスラエル建国後は方針を修正し、イスラエル国家は認めるが、領土拡張には反対であるとした。現在は、具体策として1967年の第三次中東戦争で提案された停戦ラインをパレスチナとの国境とし、パレスチナとイスラエルの二国家共存論に立っている。
クネセト内では、他のアラブ系政党と協力してイスラエルの政府の政策に批判を加えている。

## 現状
現在のマキは、アイマン・オーデが党首を務める政党「ハダシュ」の一部となっている。
共産党のクネセトでの立場は万年野党であり、イスラエル建国後の歴史の中で連立政権に加わったことは一度もない。第三次中東戦争で挙国一致内閣が誕生した際も、共産党は排除された。マパイ党に所属していたダヴィド・ベン＝グリオン初代イスラエル首相は、「ヘルート（現在のリクード）とマキは政権から外す」という方針を貫き、以降の政権でも共産党の排除は継承されている。
共産党議員や支持者のグループと、イスラエル警察や右翼のユダヤ人グループの間で度々トラブルが発生している。

## 共産党所属のクネセト議員
現在、イスラエル共産党所属のクネセト議員は3人いる。いずれもハダシュに参加している。
1.アーイダ・トウマ＝スレイマーン（女性、アラブ系）
2.ドブ・ハニーン（男性、ユダヤ系）
3.アブドゥッラー・アブー＝マアルーフ（男性、ドゥルーズ系）